# Bonnelles
 Bonnelles  es una población y comuna francesa, en la región de Isla de Francia, departamento de Yvelines, en el distrito de Rambouillet y cantón de Saint-Arnoult-en-Yvelines.

## Demografía
| 478 | 546 | 595 | 1371 | 2193 | 2162 |
| Para los censos de 1962 a 1999 la población legal corresponde a la población sin duplicidades (Fuente: INSEE [Consultar]) |     |     |      |      |      |